# Сетка линий равных напоров
Сетка линий равных напоров,поточная сеть (англ. Flow net) — графическое представление потока подземных вод через водоносные горизонты. Если ограждение является несовершенной противофильтрационной завесой (ПФЗ) и в котловане выполняется строительное водопонижение эффективные величины бокового давления водонасыщенных проницаемых грунтов вычисляют по формуле {\displaystyle \sigma '_{h}(z)=K*(\gamma 'z+q\pm \gamma _{w}I)},
где {\displaystyle \gamma '}(или {\displaystyle \gamma _{sat}}) - удельный вес грунта во взвешенном состоянии, {\displaystyle \gamma _{w}} - удельный вес воды, {\displaystyle I} - градиент гидравлического напора на отрезке вертикали, равном 1
м, 1/м.

## Суть метода

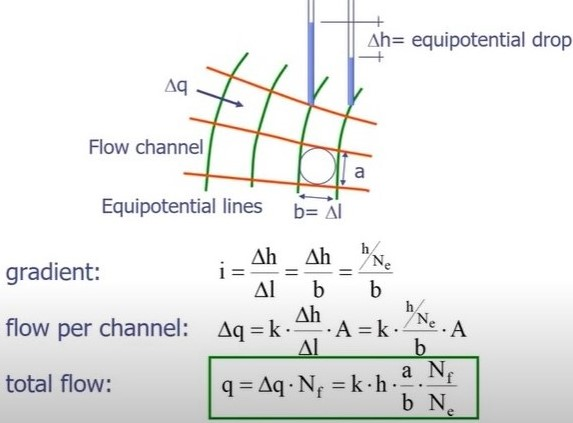
Основные характеристики поточной сети.Градиент: Расход для каждого потока: Полный расход:

В области течения рисуются потоковые (Flow) и эквипотенциальные линии, которые перпендикулярны друг другу и образуют криволинейную сетку. Как правило, имеются две границы при постоянном значении потенциала или гидравлического напора (верхний и нижний бьефы), а остальные поверхности являются водоупором.

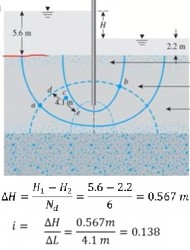
Подсчет гидравлического градиента

Математически процесс построения сети потоков состоит из нанесения изолиний двух гармонических или аналитических функций потенциала и функции потока. Эти функции удовлетворяют уравнению Лапласа, а контурные линии представляют собой линии постоянного напора (эквипотенциалы) и линии, касающиеся линии тока (streamlines). Вместе потенциальная функция и функция тока образуют комплексный потенциал, где потенциал — действительная часть, а функция тока — мнимая часть.
Построение потоковой сети обеспечивает приближенное решение проблемы потока, несмортря не это оно может быть достаточно хорошим даже для задач со сложной геометрией, если следовать нескольким простым правилам (первоначально разработанным Филиппом Форххаймером около 1900 г., а затем формализованным Артуром Касагранде в 1937 г.).):
- линии тока и эквипотенциалы сходятся под прямым углом,
- диагонали, проведенные между угловыми точками сети потока, будут встречаться друг с другом под прямым углом (применимо вблизи сингулярностей),
- количество линий тока и эквипотенциалей может быть уменьшено вдвое. Однако при этом все равно линии должны образовывать квадраты (квадраты становятся очень большими на концах),
- поточные сети имеют участки, состоящие из почти параллельных линий, образующих настоящие квадраты; начните в этих областях — работайте в направлении областей со сложной геометрией,
- многие задачи имеют некоторую симметрию (например, радиальный поток к скважине); необходимо построить только часть проточной сети,
- размеры квадратов должны меняться постепенно; переходы плавные, а изогнутые пути должны быть примерно эллиптической или параболической формы.

Поскольку напор имеют однородную конструкцию, градиент обратно пропорционален размеру блоков (квадратов). Большие блоки означают низкий градиент и, следовательно, низкий расход (гидравлическая проводимость здесь предполагается постоянной). Через каждую трубку потока проходит эквивалентное количество потока, поэтому узкие трубки потока расположены там, где больше потока. Наименьшие квадраты в сети потока расположены в точках, где поток сконцентрирован (на этой диаграмме они находятся у вершины разделяющей стены, используемой для уменьшения подтока плотины).

## Пример решения фильтрационной задачи.

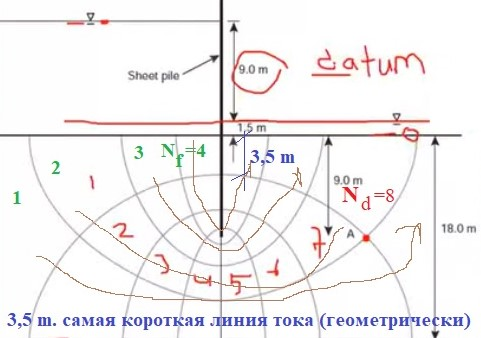
К примеру решения фильтрационной задачи.

Кол-во потоков {\displaystyle N_{f}=4}, кол-во блоков через котрые пройдет жидкость для точки А{\displaystyle N_{d}=8}, разница между УГВ до и после {\displaystyle h_{L}=9m.}.Водопроницаемость {\displaystyle K}={\displaystyle 1.6*10^{-4}}см/с, GS=2,66, w=0,33.
Разница между УГВ составляет 9 м. Кол-во блоков через котрые пройдет жидкость для точки А{\displaystyle N_{d}=8}, соответственно вода проходя через один блок будет терять давление равное 9/8=1,125 м.
C Наименьший размер пути фильтрации составляет 3,5 м. (графически ориентировочно, высота наименьшего по плозади блока).